# Marquisat d'Asfeld
Le marquisat d'Asfeld porte le nom d'une commune du département des Ardennes.
Une lettre patente de Louis XV érige la baronnie d'Asfeld en marquisat au profit de Claude François Bidal d'Asfeld  par recouvrement de l'ancien comté d'Avaux. Le comté d'Avaux se composait d'Avaux-le-Château, Avaux-la-Ville, Aire, Vieux et Vauboison ; le fief mouvant du marquisat réuni la seigneurie de Prouvay. Le seigneur avait droit de haute, basse et moyenne justice qui relevait de la Coutume du Vermandois et de la Prévôté foraine de Laon. Cette lettre patente est enregistrée par décret royal du 30 août 1715.